# Hersilia bifurcata
Hersilia bifurcata är en spindelart som beskrevs av Baehr 1998. Hersilia bifurcata ingår i släktet Hersilia och familjen Hersiliidae.
Artens utbredningsområde är Northern Territory, Australien. Inga underarter finns listade i Catalogue of Life.